# Alberto Bucciardi
Arturo Bucciardi, més conegut com Alberto Buccicardi Ferrari, (11 de maig de 1914 - 8 de desembre de 1970) fou un futbolista xilè.
Va formar part de l'equip xilè a la Copa del Món de 1950. Fou jugador i entrenador del Club Deportivo Universidad Católica.